# لاري ويبر
لاري ويبر (بالإنجليزية: Larry Weber)‏ هو كاتب أمريكي، ولد في 7 يوليو 1955 في كولومبوس في الولايات المتحدة.